# Силва Зурлева
Силва Николова Зурлева е български преводач, филолог и журналист.

## Биография
Родена е на 26 февруари 1958 г. в Кюстендил.
Завършва със златен медал Софийския държавен университет със специалност Българска филология и Новогръцки език и литература. Започва кандидатска дисертация на тема „Морето в съвременната гръцка поезия“.
През 80-те години на ХХ век превежда художествена литература от гръцки език, пише рецензии за новоиздадени книги от балкански автори. Работи като редактор последователно в БНТ и София прес, става кореспондент на гръцки вестници и списания.
През 1992 г. Зурлева започва дейност в консултантския бизнес – чужди инвестиции и приватизационни сделки. Работи по проектите на Делта, Никас, Гудис, Кока-Кола, Плевенски цимент и др. Нейно е рекламното послание „Делта – връх на сладоледа. Първо в София, а после и в други градове“.
От 10 май 1999 г. е управител на медийната групировка „Антена България“. От март 2001 г. е председател на Съвета на директорите на Нова телевизия, а от 2009 г. – главен консултант на телевизията и член на Управителния съвет на Нова Броудкастинг Груп. Напуска телевизията на 8 май 2019 г.
Силва Зурлева умира внезапно на 61 години на 1 януари 2020 г. при битов инцидент в село Ковачевица. Смъртта ѝ е причинена от падане по стълбите.